# Tóth-Pápai József
Tóth-Pápai József, olykor Tóthpápai formában is (Ács, 1758. október 7. – Dad, 1827. február 15.) a Dunántúli Református Egyházkerület püspöke 1814-től haláláig.

## Életútja
Tóth-Pápai Ferenc református esperes-lelkész és Gondau Judit fia. Debrecenben tanult, ahol 1775. április 27-én iratkozott be a felső osztályba, 1785. március 12-től főiskolai senior volt; ezután külföldi utazást tett; meglátogatta a lipcsei, hallei, göttingai, marburgi és erlangeni egyetemeket. 1788-ban kömlődi, majd dadi lelkész és 1811-ben esperes lett. 1814. június 30-án a dunántúli református egyházmegye superintendensévé választották. Fehér és Somogy megyék táblabírája volt.

## Házassága és leszármazottjai
Tóth-Pápai József feleségül vette Székely Ilona (1770. –Jákó, 1851. február 16.) kisasszonyt, akitől született:
- Tóth Pápay Apollónia (*Kömlőd, 1801. július 1.–†?).[2] 1. férje: balásfalvi Kiss László, Pest vármegye szolgabirája, földbirtokos.[3] 2.férje: györgyfalvi Csépán Antal, somogyi alispán, földbirtokos.